# Леотіхід I
Леотіхід I (дав.-гр. Λεωτυχίδης; VII ст. до н. е.) — цар або регент Спарти.

## Життєпис
Походив з династії Евріпонтидів. Основні відомості про нього містяться в Геродота. Син Анаксілая сина Архідама, що був в свою чергу сином царя Анаксандрида I. Вважається, що панував у 625—600 роках до н. е. Проте в цей час володарював інший цар — Анаксідам. Тому або останній панував раніше, що ймовірно з огляду на різні хронології спартанських царів, які надають давньогрецьких джерела, або Оеонтіхід не був царем, а найпевніше тривалий час — регентом. Проте фактична влада належала саме йому, тому сформувалася думка як про царя. Це підтверджується легендаризацією реформатора Лікурга, що низка давньогрецьких джерел називає царем.
Леонтіхід відіграв важливу роль в перемозі спартанців у Другій Мессенській війні, внаслідок чого на тривалий час закріпилося панування Спарти в Мессенії. На користь того, що леонтіхід був більше регентом свідчить той факт, що його син Гіппократид не став царем, трон перейшов до сина Анаксідама — Архідама I. Втім праонук Леонтіхіда — Леотіхід II все ж став царем у 491 році до н. е.